# Абдуррахман ибн Хасан Аль аш-Шейх
Абдуррахма́н ибн Ха́сан Аль аш-Шейх (араб. عبد الرحمن بن حسن آل الشيخ‎; Эд-Диръия, 1779 — Эр-Рияд, 26 февраля 1869) — исламский богослов из рода Аль Шейх, внук Мухаммада ибн Абд аль-Ваххаба. Занимал должность кадия городов Эд-Диръия и Эр-Рияд.

## Биография
Абдуррахман ибн Хасан родился в 1193 году по мусульманскому календарю (1779 год) в саудовской столице Эд-Диръии. Его отец, Хасан, был убит в молодости (это произошло в местечке Гараба в Неджде), и Абдуррахман остался на попечении своего дедушки — Мухаммада ибн Абд аль-Ваххаба. С ранних лет он пристрастился к изучению исламских наук, и в 9 лет полностью выучил Коран. Он также присутствовал на уроках своего деда и вместе с ним читал такие его книги, как «Книга единобожия» и «Этикет похода в мечеть». Когда ему исполнилось 13 лет, умер его дедушка, и он стал посещать уроки других эд-дирийских улемов: Хамда ибн Насира ибн Муаммара, Абдуллаха ибн Фадиля, Абдуллаха ибн Мухаммада ибн Абд аль-Ваххаба, Абдуррахмана ибн Хамиса и Хусейна ибн Ганнама.
Затем он стал преподавателем, а во время правления Сауда ибн Абдуль-Азиза ибн Мухаммада ибн Сауда был назначен кадием города Эд-Диръия. Когда войска египетского паши Ибрагима вторглись в саудовские владения, Абдуррахман ибн Хасан, вместе с принцем Абдуллахом ибн Саудом ибн Абдуль-Азизом, отправился навстречу египетским войскам, но превосходящие силы противника нанесли им поражение в вади ас-Сафра близ Медины. После того, как войска Ибрагима-паши захватили Эд-Диръию в 1818 году, Абдуррахман ибн Хасан и всё его семейство, в том числе его сын Абдуль-Латиф, были отправлены в Каир.
Абдуррахман ибн Хасан провёл в Каире восемь лет, в течение которых обучался у таких улемов, как Хасан аль-Куайсуни (Джам аль-джавами аль-Махалли и Мухтасар ас-Саад фи-ль-Маани ва-ль-Баян), муфтий Алжира Мухаммад ибн Махмуд аль-Джазаири (аль-Ахкам аль-Кубра Мухаммада Абдуль-Хакка аль-Ишбили), Али ибн аль-Амир, Ибрахим аль-Абиди аль-Мукри (изучал Коран), Ахмад ибн Салмуна (аш-Шатыбия и Шарх аль-Джаурия), Юсуф ас-Сави (Шарх аль-Халаса Ибн Акиля), Ибрахим аль-Баджури (Шарх аль-Халаса аль-Ашмуни) и Мухаммад ад-Дамнахури.
Спустя восемь лет после ссылки в Египет, Абдуррахману ибн Хасану удалось вернуться в Неджд в 1826 году (1241 г.х.) во время правления Турки ибн Абдуллаха ибн Мухаммада ибн Сауда, который основал Второе Саудовское государство, и стать кадием Эр-Рияда. По словам Гарри Сент-Джона Филби, Абдуррахман ибн Хасан и его сын и ученик Абдуль-Латиф играли важную роль в духовной жизни Аравии.
За всю жизнь Абдуррахман ибн Хасана на саудовском престоле сменилось шесть королей. Он умер в Эр-Рияде в ночь на субботу 11 числа месяца Зуль-када 1285 года хиджры (26 февраля 1869 года). Погребальная молитва над ним была прочтена в соборной мечети Эр-Рияда, а во главе молитвы стоял король Абдуллах ибн Фейсал. Абдуррахман ибн Хасан был похоронен на кладбище «аль-Ауд».

## Потомство
У Абдуррахман ибн Хасана было пятеро сыновей:
- Мухаммад — убит при захвате Эд-Диръии войсками Ибрагима-паши.
- Абдуль-Латиф.
- Исхак.
- Абдуллах.
- Исмаил.

Все сыновья, кроме Мухаммада, прожили долгую жизнь и оставили после себя множество потомков.